# Partito dei Comunisti della Repubblica di Moldavia
Il Partito dei Comunisti della Repubblica di Moldavia (in romeno Partidul Comuniștilor din Republica Moldova - PCRM, in russo Партия коммунистов Республики Молдова) è un partito politico moldavo guidato da Vladimir Voronin. Il partito è stato descritto come comunista, nazionalista moldavo e filo-Russia.
È stato il partito al governo della Moldavia dal 2001 al 2009; ne fanno parte l'ex Presidente della Moldavia Vladimir Voronin, oltre che gli ex Primi ministri Vasile Tarlev e Zinaida Greceanîi.
Fa parte del Partito della Sinistra Europea. Appartiene inoltre all'Unione dei Partiti Comunisti - Partito Comunista dell'Unione Sovietica e all'Incontro Internazionale dei Partiti Comunisti e Operai.

## Ideologia e posizioni
Secondo l'articolo 1 dello statuto adottato nel 2008, il PCRM è il "legittimo successore del Partito Comunista della Moldavia, in termini sia di idee che di tradizioni". Ufficialmente sposa la dottrina comunista leninista. Nel 2009 The Economist lo classificò come un partito di centro-destra, comunista solo di nome. Il politologo romeno Vladimir Tismăneanu lo definisce come un partito non comunista nel senso tradizionale del termine per via dei molti sviluppi verificatisi dalla dissoluzione dell'Unione Sovietica, ma pur sempre caratterizzato da una nostalgia per l'Unione Sovietica.
Il programma di governo del PCRM prevedeva una "nuova qualità della vita", modernizzazione economica, integrazione europea e consolidamento della società. Durante i governi del PCRM il partito ha adottato delle politiche filo-russe, pur rimanendo fedele al progetto di integrazione europea. Sebbene tradizionalmente forte tra i pensionati, dal 2009 il partito ha iniziato ad attrarre elettori tra i giovani adottando un approccio maggiormente populista, in particolare da quando il partito è all'opposizione. Ciononostante, il PCRM continua a perseguire politiche marxiste-leniniste e vicine al socialismo europeo.
Il partito è notoriamente nazionalista moldavo, sostenitore dell'esistenza di una lingua e di una etnia moldava. Il partito considera il 28 giugno 1940 "la data in cui la Moldavia fu liberata dai Sovietici dall'occupazione romena". Alcuni osservatori, tra cui Oleg Serebrian, hanno definito il partito come anti-romeno. Ha posizioni social-conservatrici, vicine al pensiero di Voronin e alla Chiesa ortodossa moldava, contrarie ad esempio all'estensione dei diritti LGBT in Moldavia.

## Risultati elettorali
Alle elezioni del 6 marzo 2005 il partito ha ottenuto 716.336 voti (il 45,98% dei voti validi); ha ottenuto 56 seggi nel Parlamento per la XVI legislatura.
Alle elezioni del 5 aprile 2009, con una affluenza del 59,9%, ha avuto il 50,00% dei consensi, ottenendo 61 seggi. Ma il risultato è stato fortemente contestato dall'opposizione, con l'accusa di brogli.
Il 29 luglio 2009 si sono tenute le elezioni anticipate, che hanno fatto conquistare al PCRM solo il 44,69% dei voti, perdendo in tal modo la maggioranza assoluta dei seggi. La nuova maggioranza è composta dai quattro partiti di opposizione, che si sono riuniti nell'Alleanza per l'Integrazione Europea. Il Presidente Vladimir Voronin e il Primo Ministro Zinaida Greceanîi si sono dimessi nel mese di settembre 2009.
| Elezione    | Voti    | %     | Seggi    |
| ----------- | ------- | ----- | -------- |
| 2005        | 716 336 | 45,98 | 56 / 101 |
| 2009 (Apr.) | 760 551 | 49,48 | 60 / 101 |
| 2009 (Lug.) | 706 732 | 44,69 | 48 / 101 |
| 2010        | 676 761 | 39,32 | 42 / 101 |
| 2014        | 279 366 | 17,48 | 21 / 101 |
| 2019        | 53 175  | 3,75  | 0 / 101  |
| 2021        | 398 675 | 27,17 | 10 / 101 |